# Bagaran
Bagaran (armensko Բագարան, Bagaran) je bilo mesto v starodavni Armeniji, ustanovljeno v času vladavine dinastije Orontidov. Mesto je bilo ena od zgodovinskih prestolnic Armenije.

## Zgodovina

### Antika in srednji vek
Po mnenju armenskega zgodovinarja Movsesa Horenacija je Bagaran v 3. stoletju pred našim štetjem ustanovil armenski kralj Oront IV.  Mesto je hitro  postalo versko središče Armenije in nadomestilo Armavir kot glavno duhovno središče orontidskih poganskih templjev. Po padcu Orontidske dinastije in vzponu Artaksiadov je kralj Artaksij I. vse poganske spomenike iz Bagarana preselil v svojo novozgrajeno prestolnico Artašat, ustanovljeno leta 176 pr. n. št. 
V drugi polovici 6. stoletja je Bagaran skupaj s celotnim kantonom Aršarunik postal last kamsarakanskih knezov. Cerkev svetega Teodorja, zgrajena med letoma 624 in 631, je bila ena glavnih znamenitosti Bagarana. Zunanjost cerkve je bila v celoti poslikana.
Bagratidi so mesto prevzeli v 8. stoletju. Leta 895, po ustanovitvi kraljevine  Bagratidske Armenije, je Bagaran postal prestolnica njenega kralja Ašota I. Njegov naslednik Smbat I. je leta 890 preselil prestolnico iz Bagarana v Širakavan. Pod vladavino Bagratidov je Bagaran ostal eno od uspešnih središč armenskega kraljestva. V njem so pokopani mnogi bagratidski vladarji, vključno z Ašotom I.
Leta 1045 so Bagaran skupaj s prestolnico Ani napadli Bizantinci. Leta 1064 so ga napadli in močno uničili Turki Seldžuki.  V 12. stoletju so Bagaran zavzeli Šah-Armenidi. Leta 1211 so Bagaranu na kratko vladali armenski knezi Zakaridi, preden so ga leta 1236 napadli Mongoli. Leta 1394 je Bagaran dokončno uničil Timurlenk.

### Novejša zgodovina
Na začetku 20. stoletja je bila v bližini starodavnega Bagarana vas, naseljena z  nekaj več kot 300 Armenci. Leta 1920 je Turčija med turško-armensko vojno zasedla ozemlje zahodno od reke Akhurijan. Majhna skupina preživelih Armencev iz Bagarana je prešla na vzhodni breg reke in le 8 km južno od starodavnega mesta ustanovila sodobno vas Bagaran. Na ruševinah Bagarana na turški strani zaprte meje delno leži majhna kurdska vas Kilittaşı. 
Po mnenju armenskega zgodovinarja Josepha Orbelija je bila cerkev svetega Teodorja v Bagaranu eden najvidnejših primerov zgodnjesrednjeveške armenske arhitekture. Do leta 1920 je bila večinoma nedotaknjena, potem pa so jo turške oblasti namerno uničile. 